# تام بروس
تام بروس (به انگلیسی: Tom Bruce) (زادهٔ ۱۷ آوریل ۱۹۵۲) شناگر اهل ایالات متحده آمریکا است.